# Thestylus glasioui
Espèce
Synonymes
- Cercophonius glasioui Bertkau, 1880
- Telegonus versicolor C. L. Koch, 1836
- Thestylus glasioui typicus Giltay, 1928
- Thestylus glasioui lineatus Giltay, 1928

Thestylus glasioui est une espèce de scorpions de la famille des Bothriuridae.

## Distribution
Cette espèce est endémique du Brésil. Elle se rencontre dans les États de Rio de Janeiro et d'Espírito Santo.

## Description
Les mâles mesurent de 18,5 à 33,5 mm et les femelles de 27,0 à 39,5 mm.

## Systématique et taxinomie
Cette espèce a été décrite sous le protonyme Cercophonius glasioui par Bertkau en 1880. Elle est placée dans le genre Thestylus par Simon en 1880.

## Étymologie
Cette espèce est nommée en l'honneur d'Auguste François Marie Glaziou.

## Publication originale
- Bertkau, 1880 : Verzeichniss der von Prof. Ed. van Beneden auf seiner im Auftrage der Belgischen Regierung unternommenen wissenschaftlichen Reise nach Brasilien und La Plata I. J. 1872-75 gesammelten Arachniden. Mémoires couronnés et mémoires des savants étrangers publiés par l'Académie royale des sciences, des lettres et des beaux-arts de Belgique, vol. 43, p. 1-120 (texte intégral).